# Blasket Islands SAC
Blasket Islands SAC este o arie protejată (arie specială de conservare — SAC, sit de importanță comunitară — SCI) din Irlanda întinsă pe o suprafață de 22.715,96 ha, integral pe uscat.

## Localizare
Centrul sitului Blasket Islands SAC este situat la coordonatele 52°05′08″N 10°34′34″W / 52.085565°N 10.576032°V.

## Înființare
Situl Blasket Islands SAC a fost declarat sit de importanță comunitară în septembrie 2001 pentru a proteja 16 specii de animale. Situl a fost protejat și ca arie specială de conservare în iunie 2019.

## Biodiversitate
Situată în ecoregiunea atlantică, aria protejată conține 4 habitate naturale: Recifuri, Faleze cu vegetație de pe coastele atlantice și baltice, Pajiști uscate europene, Peșteri marine scufundate complet sau parțial.
La baza desemnării sitului se află mai multe specii protejate:
- păsări (14): alca (Alca torda), șoim călător (Falco peregrinus), papagal de mare (Fratercula arctica), Fulmarus glacialis, Hydrobates pelagicus, pescăruș sur (Larus canus), pescăruș negricios (Larus fuscus), Oceanodroma leucorhoa, cormoran mare (Phalacrocorax carbo), Puffinus puffinus, Pyrrhocorax pyrrhocorax, Rissa tridactyla, Sterna paradisaea, Uria aalge
- mamifere (2): Halichoerus grypus, marsuin (Phocoena phocoena)

Pe lângă speciile protejate, pe teritoriul sitului au mai fost identificate 2 specii de plante, 4 specii de păsări, 5 specii de nevertebrate.